# Kompator
Kompator is een plaats in de gemeente Velika Ludina in de Kroatische provincie Sisak-Moslavina. De plaats telt 109 inwoners (2001).